# Angelina Kirsch

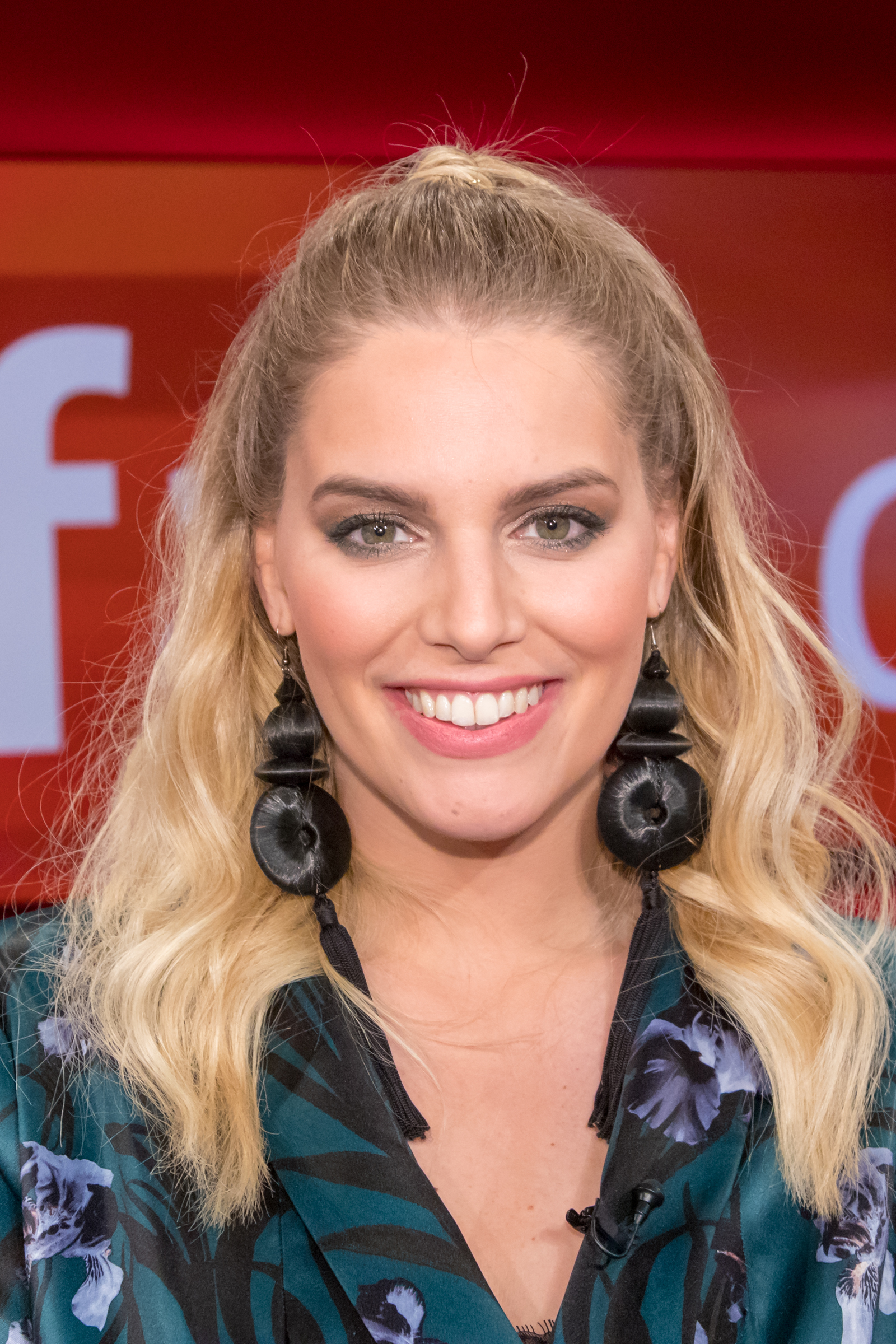
Angelina Kirsch (2018)

Angelina Kirsch (* 19. Juli 1988 in Neumünster) ist ein deutsches Curvy-Model. Sie arbeitet auch als Fernsehmoderatorin.

## Leben und Wirken
Angelina Kirsch wurde 1988 in Neumünster geboren und wuchs mit ihrer Zwillingsschwester in Wittorf auf. Nach dem Abitur an der Holstenschule im Jahr 2008 machte sie bis 2010 eine Ausbildung zur Handelsassistentin bei der Parfümerie-Kette Douglas. Danach studierte sie ein Jahr lang Betriebswirtschaftslehre und von Herbst 2011 bis 2015 Musikwissenschaft und Empirische Sprachwissenschaft an der Christian-Albrechts-Universität zu Kiel.
2012 wurde sie im Urlaub in Rom in einem Eiscafé vom Chef von PLACE Models angesprochen. Heute ist sie Kampagnengesicht für Marken wie Adler, Ulla Popken, bonprix, Zalando, C&A und H&M, macht weltweit Fotoaufnahmen und läuft auf Modenschauen in Mailand und Madrid. Sie trägt nach eigenen Angaben Kleidergröße 42/44.
Von 2016 bis 2018 war sie Jurorin der drei Staffeln der Castingshow Curvy Supermodel – Echt. Schön. Kurvig bei RTL II. 2017 belegte sie mit Tanzpartner Massimo Sinató in der zehnten Staffel von Let’s Dance den dritten Platz. Im Juli 2018 erschien ihr Buch Rock your Curves! - Lerne deine Kurven lieben im Verlag Gräfe und Unzer. Anfang 2020 moderierte sie die Backshow Wer kann, der kann! bei Netflix. Nach einer Winterkollektion 2018 kam 2020 eine Sommerkollektion von ihr bei Aldi zum Verkauf. Als unpassend empfundene Größenangaben sorgten für Unmut bei den Käuferinnen; Kirsch entschuldigte sich via Instagram. Im gleichen Jahr moderierte sie die dreiteilige Reihe Guinness World Records auf Sat.1 und übernahm die Moderation von The Taste.

## Fernsehauftritte (Auswahl)
- 2015: spiegel tv, Porträt[7], RTL
- 2016–2018: Curvy Supermodel – Echt. Schön. Kurvig, Jurorin, RTL 2
- 2017: Let’s Dance, Kandidatin, RTL
- 2017: Promi Shopping Queen, Kandidatin, Vox
- 2020: Guinness World Records, Moderatorin, Sat.1
- seit 2020: The Taste, Moderatorin, Sat.1
- 2020: Buchstaben Battle, Kandidatin, Sat.1